# Retssag om tre millioner
Retssag om tre millioner (russisk: Процесс о трех миллионах) er en sovjetisk film fra 1926 af Jakov Protasanov.

## Medvirkende
- Igor Ilinskij - Tapioka
- Anatolij Ktorov - Cascarilla
- Mikhail Klimov - Ornano
- Olga Zjiznjeva - Noris
- Nikolaj Prozorovskij - Guido